# Xã Watertown, Quận Washington, Ohio
Xã Watertown (tiếng Anh: Watertown Township) là một xã thuộc quận Washington, tiểu bang Ohio, Hoa Kỳ. Năm 2010, dân số của xã này là 1.579 người.